# Miño (fiume)
Il Miño (in portoghese: Minho) è un fiume situato nel nord ovest della Penisola Iberica, in Galizia, Spagna e Portogallo. Nasce a Fontemiña, situata nella provincia di Lugo, a 600 metri sopra il livello del mare. È il fiume più lungo della Galizia e sfocia nell'Oceano Atlantico a Caminha, Portogallo.

## Corso del fiume
Tutto il suo corso è stato dichiarato riserva della biosfera. Il fiume Miño percorre i suoi primi chilometri lungo la Meseta de Lugo. Tra Lugo e Orense il Miño si incontra con tre affluenti (Balesar, Peares e Velle) e tra Orense e la frontiera col Portogallo con due affluenti (Castrelo de Miño e Frieria). 
Supera, nei suoi ultimi 76 chilometri la frontiera con il Portogallo, sbocca nell'Oceano Atlantico formando un estuario. È navigabile nei suoi ultimi 33 km.

## Principali affluenti
- Sil,
- Neira,
- Avia,
- Barbantiño,
- Búbal.